# Rieka Žitava
Rieka Žitava je přírodní památka v katastrálních územích obcí Michal nad Žitavou, Maňa a Kmeťovo v okrese Nové Zámky v Nitranském kraji na Slovensku. Území bylo vyhlášeno v roce 1990 a jeho rozloha je 1,82 hektaru. Předmětem ochrany je tok Žitavy s břehovými porosty.